# Thomisus simoni
Thomisus simoni es una especie de araña cangrejo del género Thomisus, familia Thomisidae. Fue descrita científicamente por Gajbe en 2004.

## Distribución
Esta especie se encuentra en India.